# 梁濤觀
梁濤觀（1853年3月20日—1901年10月21日，生於咸豐三年二月十一日，卒於光緒二十七年九月十日），字季沅，四川省重慶府大足縣彌陀鄉人，清朝政治人物、同進士出身。父永洪，母彭氏，弟兄四人，其為四子。

## 生平履歷[1][2][3]
- 中進士後，初任安徽讞局副辦，以廉能著稱。
- 光緒十六年(1890年)，授鳳陽知縣，鳳陽素貧瘠，螟蝗為災，其日督民役，捕殄螟蝗如山，積病始除，三年大治。
- 光緒十九年，調辦秋闈，即辦理省舉人考試，嚴肅認真，考試人才，有某生以巨金行賄，其峻拒之。
- 光緒二十一年，攝全椒，旋移英山，在英山大堂，其書擬一聯懸掛，聯云：「自愧未為天下甘霖，已負我讀書稽古，平居自命；果何以慰吾民屬望，惟對他衡情斷理，隨處殫心。」，英山前令以疲軟去，積案累累。其至，量地遠近，定某日訊某案，預示於庭，到期即訊，不數月，滯牘一空。是年冬，晉同知銜，當道嘉其才，調充桐城縣令，桐城地當要衝，人文蔚起，冠蓋相望，其應接咸宜，賢聲卓著。適清理田賦，大吏責效嚴，乃減騎從，循阡陌，民不擾而事辦妥。
- 光緒二十三年，檄署太平。
- 光緒二十六年，大通盜賊蜂起，其地距太平約二百里，四野騷然，日有數驚。其力持鎮靜，練民團，捐廉購軍械，揮師出，擒斬盜賊魁首，亂平。以功，廉訪使趙次珊不次擢用，並報中丞于蔭霖，下令新進，奉為圭臬。突於光緒二十七年九月，積勞卒於官，年四十九歲。子二：長亨謙為江西府經歷，次亨濟官皖縣大尹。
- 光緒二十九年葬於大足高橋壩。廣西巡撫柯逢時，為其墓撰書《墓志銘》。
- 其為文，多駢體，下筆有奇氣，所作《蜀典跋》，可為代表，《跋》云：「補群籍漏遺之典，作一邦文獻之徵，如介侯張先生《蜀典》者乎?」「敗瓦殘礫，皆供考訂，幽花細草，咸佐馳驅。朗若列眉，燦若編齒，都為一十二卷，弁以二百餘言，可知物博司空，舊是君家絕學，從此典征蜀國，豈獨《禱杌》遺篇。」，讀來琅琅上口，勢若游龍。另有《旌表節孝周士欽之妻楊氏》—文，仍為駢體，刊刻在觀音岩。《桃山謁岳忠武王祠》一詩，載《民國大足縣誌·文征》，中有「誓殲北虜回南渡，最憾金牌出玉墀」之句。